# Бернард (король Италии)

Франкская империя в 814 году

Берна́рд (Берна́рд Италья́нский; также Бернар, Бернгард и Бернардо; фр. Bernard, нем. Bernhard, итал. Bernardo; около 797 — 17 апреля 818) — король Италии (около 812—818) из династии Каролингов.

## Биография

### Бернард — король Италии
Бернард был единственным внебрачным сыном правителя франкской Италии Пипина. Когда тот неожиданно умер 8 июня 810 года, Карл Великий взял его дочерей, своих внучек, на воспитание в свою семью, а Бернарда отдал для обучения в Фульдский монастырь, вероятно, подготавливая его к духовной карьере, однако, формально сохраняя за Бернардом право наследовать владения отца. Управляющим Итальянским королевством был поставлен Адалард Корвейский.
В 812 году император Карл изменил свои намерения, вызвал Бернарда в Ахен и назначил его наместником Италии. Адалард был оставлен в Италии в качестве императорского эмиссара, а главным советником Бернарда был назначен брат Адаларда, Вала. Первые документы Бернарда как наместника Италии датируются летом 812 года, однако уже осенью этого года появляются хартии, в которых Бернард титулуется как король. В апреле 813 года Карл Великий наделил Бернарда титулом «король лангобардов» (лат. Rex longobardorum), но официально права Бернарда на Италию были подтверждены только 11 сентября 813 года, когда на генеральном сейме в Ахене он принёс вассальную присягу только что коронованному императорской короной Людовику I Благочестивому, а Людовик признал Бернарда наследником Пипина Итальянского. При этом власть короля Италии была ограничена: у него были изъяты земли в Алеманнии и Баварии, которыми владел его отец, и он был лишён королевской канцелярии, таким образом потеряв право издавать законодательные акты и выдавать хартии. Согласно миланским преданиям, возвратившись в Италию, Бернард был коронован архиепископом Одельбертом в Милане или Монце, но эти сведения отсутствуют в современных событиям исторических источниках.
В 813 или в 815 году Бернард женился на Кунигунде Лаонской. В 814 году, после смерти Карла I Великого, Бернард принёс новую клятву верности императору Людовику I, а тот вновь подтвердил своё расположение к Бернарду, наделив его богатыми подарками.
Несмотря на молодость, Бернард завоевал в Италии авторитет как разумный и деятельный правитель. В 815 году Бернард участвовал в заседании генерального сейма в Падерборне, после которого, по приказу императора, немедленно отправился в Рим, чтобы расследовать обстоятельства мятежа, поднятого против папы римского Льва III. Бернард, вместе с герцогом Сполето Винигизом, арестовал зачинщиков мятежа и тем спас папу от смерти. Летом 816 года Бернард участвовал в заседании генерального сейма в Ахене, а осенью сопровождал нового папу Стефана IV (V) в его поездке к Людовику Благочестивому в Реймс.

### Мятеж Бернарда
В июне 817 года Людовик I Благочестивый, желая закрепить наследственные права своих сыновей на Франкское государство, составил акт «Ordinatio imperii» («О порядке в Империи»), в котором наделял Лотаря I большими владениями и титулом соправителя, а младших сыновей — Пипина и Людовика — назначал подчинёнными королями. О Бернарде в документе не было сказано ни слова, хотя, формально, его право на престол Италии сомнению не подвергалось.
Обнародование «Ordinatio Imperii» в июле 817 года на сейме в Ахене вызвало недовольство Бернарда, чей статус как правителя стал неопределённым. К тому же, среди ближайшего окружения короля Италии было много лиц из числа тех, кого император Людовик в последнее время отстранил от своего двора. Советники Бернарда начали подбивать его предпринять срочные меры для закрепления за собой отцовского наследства. Бернард поддался на их уговоры и осенью начал подготовку к процедуре принесения его подданными присяги ему, а не Лотарю, как того требовал император. Об этом враги Бернарда — епископ Вероны Ратольд и граф Брешии Суппо I, преувеличив масштабы заговора, немедленно доложили Людовику Благочестивому. Тот незамедлительно собрал войско и в декабре выступил к Шалону. Узнав об этом, Бернард перекрыл проходы в Альпах, пытаясь преградить Людовику путь в Италию и объявил о созыве войска. Однако, видя малочисленность своих войск, Бернард поспешил к императору, чтобы умолять его о прощении и доказать свою верность, но, по прибытии в Шалон, он был арестован.
На первом же допросе Бернард признал факт подготовки мятежа и назвал имена своих сторонников, из которых основными были Эггидео, препозит королевской казны (камерарий) Регинхард и пфальцграф императора Регинхарий. Все они были арестованы. По обвинению в пособничестве мятежу под стражу также были взяты советники Бернарда Вала и Адалард Корвейский, архиепископ Милана Ансельм I, епископы Теодульф Орлеанский и Вольфольд Кремонский и многие другие лица.
В апреле 818 года в Ахене состоялся суд над Бернардом и его сообщниками. Бернард и его главный подстрекатель Регинхард, несмотря на ходатайство за Бернарда монахов Фульдского монастыря, были приговорены к смертной казни, однако Людовик I Благочестивый приказал заменить казнь ослеплением. Ослепление Бернарда состоялось 15 апреля 818 года. Его провёл префект Лионской провинции Бертмунд, однако король Италии начал вырываться, так что ему во время ослепления было нанесено множество дополнительных ран и через 2 дня, 17 апреля, перенеся страшные мучения, Бернард скончался. Согласно позднейшей легенде, тело Бернарда было доставлено в Милан, где погребено в церкви Св. Амвросия, в одной нише с умершим 11 мая архиепископом Ансельмом I. Остальные заговорщики были подвергнуты различным наказаниям: часть ослеплена (в том числе Эггидео, Регинхард и Регинхарий), остальные лишены имущества и пострижены в монахи, прелаты сняты со своих кафедр и отправлены в ссылку в различные монастыри. Стремясь в дальнейшем положить конец возможным претензиям на власть со стороны других представителей династии Каролингов, император Людовик отправил в монастырь своих сводных братьев — Дрого, Гуго и Теодориха.

### Покаяние императора Людовика
Гибель члена королевской семьи и проявленная при этом со стороны Людовика I жестокость, произвела тяжёлое впечатление на франкское общество. Когда 3 октября 818 года умерла жена Людовика, императрица Ирменгарда, стали говорить о её вине в смерти Бернарда: якобы она, желая спровоцировать его на бунт и тем самым лишить его владений в пользу своих сыновей, подстрекала советников Бернарда к мятежу, а когда Бернард предстал перед судом, настояла на самых суровых мерах в отношении заговорщиков. Были ли основания для подобных обвинений — неизвестно, однако уже вскоре после смерти Ирменгарды Людовик Благочестивый переменил своё мнение о мятежниках.
В октябре 821 года на генеральном сейме в Тьонвиле император объявил, что даёт помилование осуждённым по подозрению в причастности к заговору. Их освободили, возвратили имущество и занимаемые ими ранее должности. Братья Людовика были возвращены ко двору. Однако те, кто был пострижен в монахи, так и остались духовными лицами. В августе 822 года в Аттиньи Людовик Благочестивый, в присутствии членов двора и другой знати, провёл церемонию покаяния, со слезами прося у Бога прощения за жестокость по отношению к Бернарду и беря на себя ответственность за его гибель.
Этот акт расколол франкскую знать: одна часть считала, что император не может быть виновным в смерти мятежника, даже если он был королевской крови, и покаяние рассматривала как недопустимое проявление слабости монарха; другая часть считала, что покаяние является шагом к примирению в обществе, но недостаточно искренним и в 833 году на соборе в Суасоне Людовик I снова должен был покаяться в причастности к гибели Бернарда. Несмотря на публичное раскаяние, недоброжелатели Людовика Благочестивого до самой его смерти ставили императору в вину судьбу короля Италии.

### Семья
Король Бернард Итальянский с 813 или 815 года был женат на Кунигунде Ланской (около 800 — после 15 июня 835). Единственным ребёнком от этого брака был сын Бернарда Пипин I Вермандуа (около 815—845/850).